# Manfred Dachner

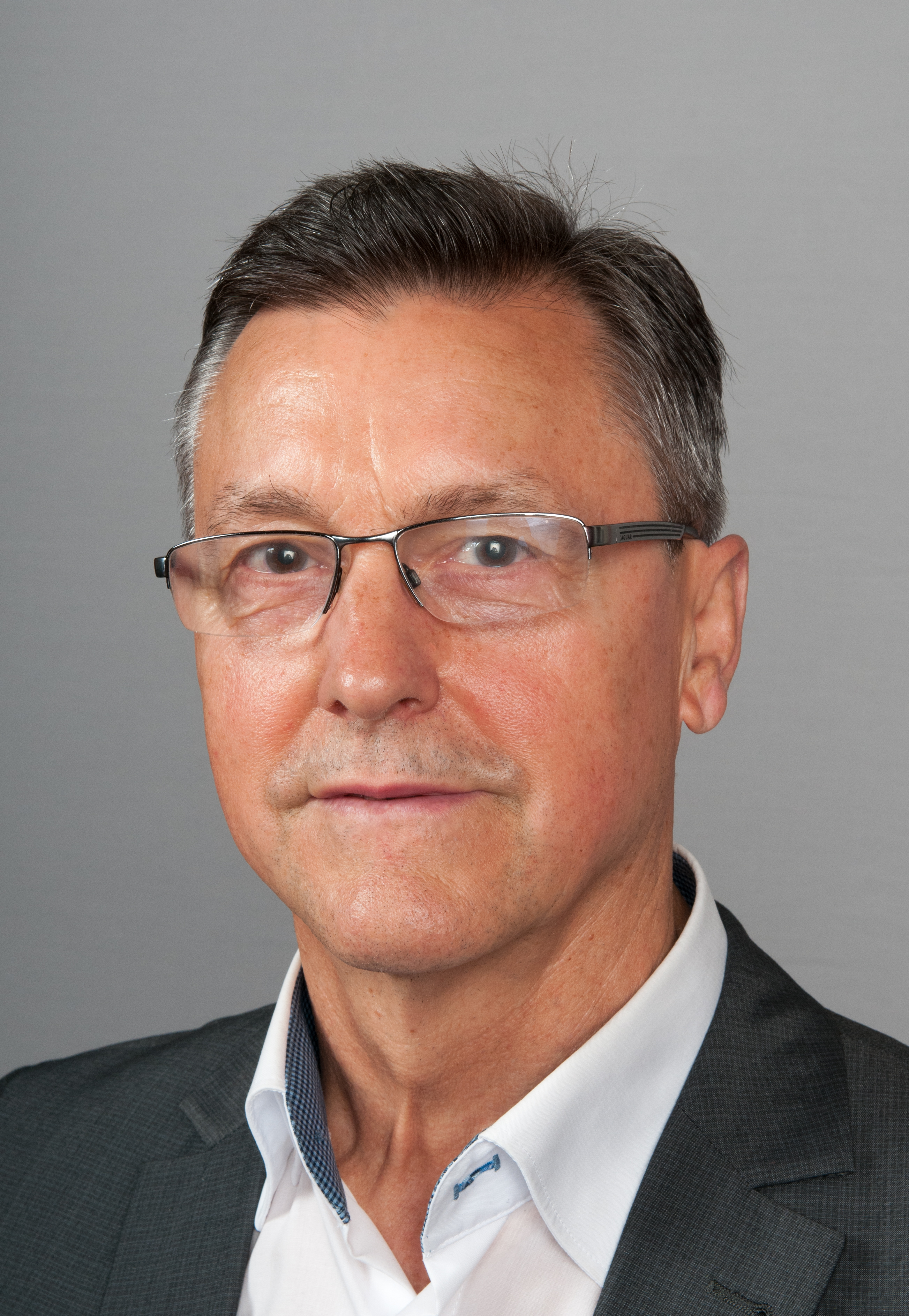
Manfred Dachner 2017

Manfred Dachner (* 12. Mai 1949 in Neubrandenburg) ist ein deutscher ehemaliger Polizeibeamter und Abgeordneter im Landtag von Mecklenburg-Vorpommern für die SPD. Er ist Vorsitzender des Petitionsausschusses des Landtages.

## Biografie
Manfred Dachner wuchs in Pasewalk auf. Er erwarb in der DDR einen Abschluss als Diplom-Staatswissenschaftler. In Anklam leitete er das Volkspolizeikreisamt. Nach der Wende blieb er im Polizeidienst, zuletzt als Leitender Polizeidirektor in Neubrandenburg. Er trat 2010 in den Ruhestand.

## Politik
Manfred Dachner hat seit 2009 einen Sitz in der Stadtvertretung der Stadt Neubrandenburg. Als Wahlkreiskandidat der SPD wurde er im Landtagswahlkreis Neubrandenburg I 2011 mit 40,2 % der Wahlkreisstimmen in den Landtag von Mecklenburg-Vorpommern gewählt und dort 2016 wiedergewählt.

## Positionen
Dachner stellte in einer Diskussion um die den Verfassungsschutzbericht 2011 Bündnis 90/Die Grünen, speziell Joschka Fischer, in eine Traditionslinie mit der Rote-Armee-Fraktion und rezenten linksextremistischen Gruppen in Mecklenburg-Vorpommern. Namentlich stellte er die Punkband Feine Sahne Fischfilet (die er fälschlicherweise „Freie Sahne Fischfilet“ nannte) in Zusammenhang mit Gewalttaten.